# 35 Aquilae
35 Aquilae, som är stjärnans Flamsteed-beteckning, är en ensam stjärna belägen i den mellersta delen av stjärnbilden Örnen, som också har Bayer-beteckningen c Aquilae och variabelbeteckningen V1431 Aquilae. Den har en genomsnittlig skenbar magnitud på ca 5,80 och är svagt synlig för blotta ögat där ljusföroreningar ej förekommer. Baserat på parallaxmätning inom Hipparcosuppdraget på ca 16,3 mas, beräknas den befinna sig på ett avstånd på ca 200 ljusår (ca 61 parsek) från solen. Den rör sig bort från solen med en heliocentrisk radialhastighet av ca 12 km/s. På det beräknade avståndet minskar stjärnans skenbara magnitud med 0,26 enheter genom en skymningsfaktor orsakad av interstellärt stoft.

## Egenskaper
35 Aquilae är en vit till blå underjättestjärna i huvudserien av spektralklass A0 Ivp. Den har en massa som är ca 2,1 solmassor, en radie som är ca 1,8 solradier och utsänder ca 14 gånger mera energi än solen från dess fotosfär vid en effektiv temperatur av ca 8 900 K.
År 1994 upptäcktes att 35 Aquilae är en variabel stjärna med en pulseringsperiod på bara 30 minuter. Den bestämdes till att vara en Delta Scuti-variabel, vilket är en typ av stjärna som finns på instabilitetsremsan som genomgår korta periodpulseringar. Observationer med rymdteleskopet Spitzer visar att 35 Aquilae har ett överskott av infraröd strålning för en stjärna av dess typ. Detta överskott kan förklaras av uppvärmningen av närliggande interstellärt stoft som tillhör ett diffust moln av material som stjärnan passerar genom. Denna interaktion kan också förklara Lambda Bootis-kategoriseringen av stjärnan.